# Essen (Belgique)
Pour les articles homonymes, voir Essen (homonymie).
Essen est une commune néerlandophone de Belgique située en Région flamande dans la province d'Anvers.
|  |  |

## Géographie

### Communes limitrophes
|                        | Rosendael, Rucphen (Pays-Bas) |                    |
| Woensdrecht (Pays-Bas) | Essen                         | Zundert (Pays-Bas) |
|                        | Kalmthout                     |                    |

## Héraldique
|  | La commune possède des armoiries qui lui ont été octroyées le 9 décembre 1841. Le chevron dans les armoiries provient des armoiries de Godfried Hermans, 24e Abbé de l'Abbaye de Tongerlo, décédé en 1794. Le village d'Essen était une possession de l'abbaye de 1159 à 1794. La crosse et la mitre font également référence à l'abbaye. Les têtes de bœuf et les moutons sont des symboles de l'agriculture et symbolisent aussi la force et la patience. Blasonnement : D'azur à un chevron d'or, accompagné dans le chef de deux têtes de bœufs d'argent et dans la partie inférieure d'un mouton couché sur une colline blanche. Le bouclier recouvert d'un chapeau d'évêque accompagné de deux bâtons d'évêque superposés, tous en or. (Traduction libre) Source du blasonnement : Heraldy of the World. |

## Démographie

### Évolution démographique
- Source : DGS - Remarque : 1806 jusqu'à 1981 = recensement ; depuis 1990 = nombre d'habitants chaque 1er janvier[2]